# Шајкашка
Шајкашка је географска и историјска област у Србији. Обухвата крајњи југоисточни део Бачке. Припада Аутономној Покрајини Војводини, а простире се на подручју четири општине: Тител, Жабаљ, Нови Сад и Србобран. Традиционално средиште Шајкашке је град Тител. Назив је добила по Шајкашима - војницима речне флотиле, односно по граничарском Шајкашком батаљону, који је постојао од 1763. до 1873. године.

## Насељена места Шајкашке
Општина Тител:
- Тител
- Вилово
- Гардиновци
- Лок
- Мошорин
- Шајкаш

Општина Жабаљ:
- Жабаљ
- Госпођинци
- Ђурђево
- Чуруг

Општина Нови Сад:
- Ковиљ
- Каћ
- Будисава

Општина Србобран:
- Надаљ

Напомена: Тител и Жабаљ су градови и управни центри општина. Остала места су села.

## Историја
Шајкашка је добила име по шајкашима. Шајкаши су били специфичан род аустријске војске, који се кретао у уским, дугачким бродовима, познатим као шајке. Ове војне јединице су оперисале на Дунаву, Тиси, Сави и Моришу.
У Старом веку, подручје данашње Шајкашке је било под контролом Илира, Келта и Дачана. Касније се налазило уз границу Римског царства, а настањивали су га Сармати (Јазиги). У доба сеобе народа, овај простор долази под контролу Хуна, Гепида, Авара, Бугара, Моравских Словена и Мађара. Словени су се населили на ово подручје у време аварске превласти, током 6. и 7. века. У време бугарске власти, у 9. веку, Шајкашка а и остатак Бачке су били под управом војводе Салана, локалног владара чије се седиште налазило у Тителу.
У време угарске власти, ово подручје је било у саставу Бачке жупаније, да би у 16. веку постало део Српског царства Јована Ненада, а потом део Османског царства. У време османске власти, простор данашње Шајкашке се налазио у саставу Сегединског санџака, а на њему је организована Тителска нахија. Крајем 17. века, овај простор улази у састав Хабзбуршке монархије, која га у административном смислу дели на војни (Војна крајина) и цивилни део (Бодрошка жупанија). Укидањем овог дела војне крајине 1750. године, у целој Шајкашкој се уводи цивилна управа, а део регије улази у састав Потиског округа, који је био део Бачко-бодрошке жупаније.
Шајкашки батаљон, као део Војне границе, формиран је 1763. године. У почетку, становништво региона су у потпуности сачињавали Срби, који су били храбри и вешти ратници. Шајкаши су учествовали у многим биткама против Турака, а њихово учешће је било од велике важности.
Током револуција из 1848/1849. године, Шајкашка је била у саставу аутономне Српске Војводине, али је 1849. године поново дошла под надлежност војне крајине.
Шајкашки батаљон је 1850. године, заједно са Петровардинском региментом прикључен новоствореној Банатско-српској војној крајини.
1852. године, Шајкашки батаљон је трансформисан у Тителски пешадијски батаљон. Ова војна јединица је укинута 1873. године, а регион је прикључен Бачко-Бодрошкој жупанији. Административно, регија је била подељена на два среза, тителски и жабаљски, а према попису из 1910. године у оба среза су већинско становништво чинили Срби.
Године 1918, Шајкашка улази у састав Краљевине Србије, а затим у састав Краљевства Срба Хрвата и Словенаца (потоње Југославије). До 1922. године, ово подручје се налазило у саставу покрајине Банат, Бачка и Барања, од 1922. до 1929. у саставу Београдске области, а од 1929. до 1941. у саставу Дунавске бановине. 1941. године, Шајкашку, са остатком Бачке, окупира Хортијева Мађарска и укључује је у састав Бачко-бодрошке жупаније.
За време мађарске окупације у Другом светском рату, јануара 1942. извршена је рација која је обухватала целу Шајкашку, Нови Сад и Бечеј. Окупационе снаге су под изговором спречавања подизања устанка у јужној Бачкој извршиле геноцид, побивши најмање 3.763 Срба, Рома и Јевреја, као и известан број локалних Немаца и Мађара који су се супротстављали окупацији. Жртве су потом бацане под лед Дунава, Тисе и Јегричке.
Након Другог светског рата, Шајкашка улази у састав аутономне покрајине Војводине и социјалистичке Србије, у оквиру нове социјалистичке Југославије.

## Демографија
Према попису из 2002. године, на подручју Шајкашке је живело 67.355 становника, од којих:
- Срби = 57.418 (85,25%)
- Мађари = 3.170 (4,71%)
- Русини = 1.474 (2,19%)
- Роми = 1.166 (1,73%)
- Југословени = 987 (1,47%)
- Хрвати = 511 (0,76%)
- Словаци = 228 (0,34%)

У свим насељима Шајкашке већинско становништво чине Срби. Од других етничких група, Мађари чине бројну мањину у Будисави, а Русини у Ђурђеву.

## Култура
У регији постоји српски православни манастир Ковиљ, који је, према предању, основао први српски архиепископ Свети Сава у 13. веку.

## Привреда
Данас је Шајкашка углавном пољопривредни крај, са развијеном прехрамбеном индустријом.

## Галерија
- Тител
- Жабаљ
- Каћ
- Ковиљ
- Ђурђево
- Будисава
- Вилово
- Гардиновци
- Лок
- Шајкаш
- Госпођинци
- Чуруг
- Надаљ